# Бабич Ігор Сергійович
І́гор Сергі́йович Ба́бич — полковник поліції, учасник російсько-української війни. 
У 2023 році — був начальником ліквідованого Навчально-наукового інституту № 3 Національної академії внутрішніх справ України.

## З життєпису
Станом на травень 2011 року — перший заступник начальника департаменту громадської безпеки. У 2016 році — начальник департаменту превентивної діяльності Національної поліції України. З дружиною та сином проживають в Софіївській Борщагівці.

## Нагороди
2 серпня 2014 року — за особисту мужність і героїзм, виявлені у захисті державного суверенітету та територіальної цілісності України, вірність військовій присязі під час російсько-української війни, відзначений — нагороджений орденом «За мужність» III ступеня.